# 印度載人航天計劃
印度載人航天計劃（英語：Indian human spaceflight programme）是由印度空间研究组织（ISRO）推動的印度載人航天工程，計劃目的是透過运载火箭3型号將一至兩個宇航員送入近地轨道，完成印度國內首次載人航天任務。
雖然印度曾指定2016年執行任務，但印度空间研究组织主席拉達克·里希南在接受新德里电视台採訪時表示，印度首次載人航天計劃將被制定在2021年執行。此前，曾有報告顯示，由於印度政府並沒將載人航天工程列入財政預算上，所以印度空间研究组织將缺乏資金執行任務，並且首次載人航天飛行將發生在2024年之後。

## 概述

### 前期準備

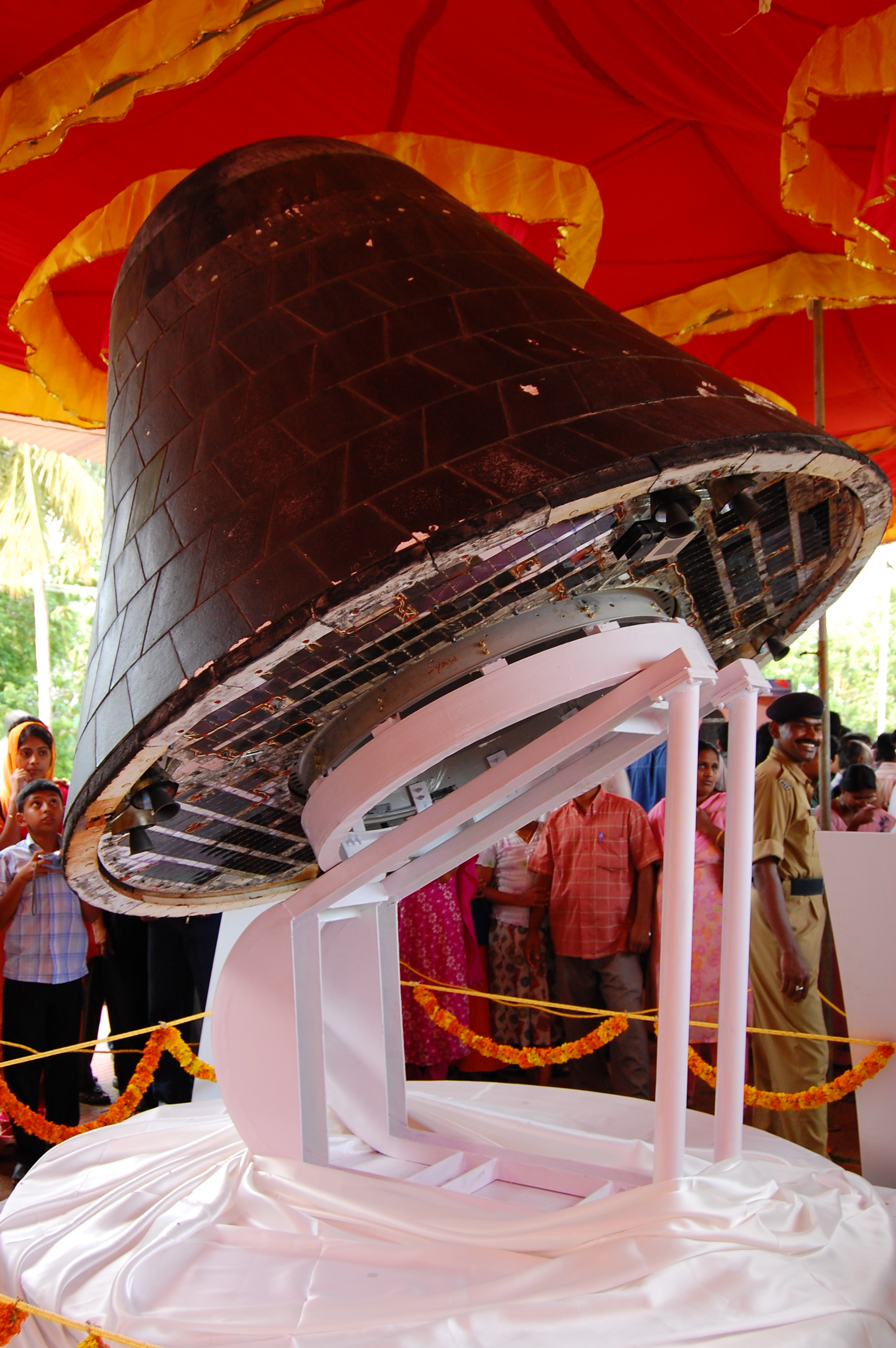
太空舱返回实验艙（SCRE）

2007年8月9日，時任印度空间研究组织（ISRO）主席席奈爾表明ISRO正在「認真考慮」開展載人航天任務，其後他進一步指出，ISRO將在一年之內發表關於印度新的太空艙技術的報告。
不久後，一個由印度自主研發的航天器的計劃已經開展，並且有來自於ISRO的消息稱，印度首次載人航天任務將在2016年進行。其後印度政府已經向為期2007至2008年的前期計劃撥出95億印度盧比（US$1,410萬美元）。在2009年2月，印度政府正式為載人航天計劃開了「綠燈」，並指定在2016年執行任務。
2007年1月10日，印度空间研究组织（ISRO）進行了太空舱返回实验（SCRE），從萨迪什·达万航天中心發射了印度首個返回式太空飛行器，該飛行器在環繞地球軌道運行12天後便成功重返大氣層，並於同年1月22日濺落孟加拉灣，這次任務的成功標誌著印度已經掌握了太空再入技術和太空艙需具備的耐熱材料的能力。
在1984年跟隨蘇聯執行太空任務的印度首位宇航員拉科什·沙尔马便是贊成該計劃的人之一。

### 發展

#### 與俄羅斯的合作
2008年12月，時任俄羅斯總統梅德韦杰夫訪問印度並簽署了有關讓印度宇航員搭載俄羅斯太空艙的備忘錄。根據該備忘錄，2013年印度一名宇航員將乘搭联盟号宇宙飞船進入太空，而印度自己則定在2016年進行首次載人航天任務。
根據印度空间研究组织（ISRO）主席席奈爾的說法，印度和俄羅斯兩國還將聯手打造用於載人航天的太空艙，並且以联盟号宇宙飞船作為標本重新設計。後來印度空間研究組織（ISRO）已經批出95億印度盧比（US$1,410萬美元）用於研究載人航天飛行任務，而印俄雙方合作的太空艙將會放置在近地轨道，完成任務後將在印度洋濺落。
然而在2010年，俄羅斯宣布印度已經不再打算聯合打造聯盟太空艙，意味著印俄雙方的合作計劃已經被放棄。

#### 軌道飛行器
與俄協議被放棄後，印度為配合計劃所需的宇航員，ISRO將在2012年在班加羅爾建立航天培訓中心（Vyomanaut training centre），用以培訓宇航員和為往後2020年之後的載人登月計劃作好準備。其後位於班加羅爾的一幅達140英畝（0.57平方公里）的土地已被確定用於興建該培訓中心，並且將會向該中心注資1,000億印度盧比（US$1.486億美元）用以進行培訓宇航員和研究在零重力與輻射環境的情況下長時間生存的問題。其後ISRO將耗資600億印度盧比在萨迪什·达万航天中心，距金奈大約100公里處建立第三個的發射台，作為由它們提出在2016年進行載人航天任務的發射平台。
2009年春季，印度航間研究組織（ISRO）建成全尺寸軌道飛行器（Orbital Vehicle，OV）的比例模型，並交付萨迪什·达万航天中心的航天培訓中心進行培訓工作。其後ISRO正式制定宇航員的標準，並從印度空軍中選擇大約200人再以各種評核選出其中4人進行首要任務培訓，其中有2人屬於後備性質。而該評選過程已經在2012年完成。
2014年12月18日，印度成功進行首次無人太空艙飛行試驗，是次計劃主要目是開發重約三噸的軌道飛行器，並攜帶兩名宇航員在軌道上飛行兩天後安全返回地球。進一步開發的軌道飛行器將能持續在軌道上飛行多達七天。

## 腳注
1. ↑  「Vyomanaut」一字源於梵文的"व्योमन्"，意指天空。
2. ↑  亦即是軌道飛行器（英語中的"Orbital Vehicle"），是印度自主研發的太空艙。詳請請參考ISRO軌道飛行器。

## 外部連結
- （英文）ISRO orbital vehicle record at Astronautix.com
- （英文）President Kalam’s vision: India will land on moon in August 2025
- （英文）Hindustan Aeronautics Ltd (HAL) has handed over the first ‘Crew Module Structural Assembly’ for the ‘Human Space Flight Program’ to ISRO's Vikram Sarabhai Space Centre (VSSC)（页面存档备份，存于）

## 資料來源
1. ↑  . The Economic Times. 17 September 2012  [21 June 2013]. （原始内容存档于2013-12-14）.
2. ↑  .   [12 November 2014]. （原始内容存档于2014-11-12）.
3. ↑  Vishnu Som. . NDTV.com. 12 November 2014  [13 June 2015].
4. ↑  Rahul Devulapalli. . The Hindu.   [13 June 2015]. （原始内容存档于2014-11-29）.
5. ↑  . Deccan Chronicle. 21 June 2013  [21 June 2013]. （原始内容存档于2012-09-23）.
6. ↑  . The Hindu (Chennai, India). 9 August 2007  [2016-06-15]. （原始内容存档于2007-09-30）.
7. ↑  "India announces first manned space mission" （页面存档备份，存于）. BBC. 27 January 2010
8. ↑  PSLV to put recoverable satellite into orbit （页面存档备份，存于）, The Hindu December 22, 2006
9. ↑  The Hindu:  PSLV-C7 launch a success （页面存档备份，存于） January 11, 2007
10. ↑  ISRO Ready For Launch Of Multi-Mission PSLV （页面存档备份，存于） January 05, 2007
11. ↑  . 2014-07-07  [2016-06-15]. （原始内容存档于2017-01-06）.
12. ↑  . roscosmos.ru. 10 October 2010  [8 November 2010]. （原始内容存档于2012年3月1日）.

- （英文）India's Space Odyssey – by Raj Chengappa – India Today, pp 60 to 66 – 5 February 2007
- （英文）https://web.archive.org/web/20130512061627/http://planningcommission.nic.in/aboutus/committee/wrkgrp11/wg11_subspace.pdf
- （英文）http://www.indianexpress.com/news/plan-panel-okays-isro-manned-space-flight/426945/（页面存档备份，存于）